# Fosshaugane Campus
Fosshaugane Campus är en fotbollsstadion i Sogndal i Vestland fylke, Norge. Arenan invigdes 2006 och är hemmaplan för Sogndal Fotball.